# Kimon Loghi
Kimon Loghi (n. 1871, Serres, Imperiul Otoman – d. 1952, București, România) a fost un pictor român de origine aromână. 

## Biografie
Între anii 1890-1894 a studiat pictura la Școala de Belle-Arte din București, avându-i profesori pe Theodor Aman și George Demetrescu Mirea. Theodor Aman i-a sugerat să-și semneze lucrările Kimon și nu Chimon, pentru că, altfel, în străinătate numele său ar fi citit Șimon, după pronunția franceză.
În 1894 a fost admis la Academia de Arte Frumoase din München, unde a studiat un an cu pictorul grec Nikolaos Gyzis și, la sfatul prietenului său Frederic Storck, cu Franz von Stuck (1895 - 1898).
În 1901 a fost unul dintre membrii fondatori ai societății Tinerimea artistică, al cărei președinte a fost între anii 1920–1947.
Loghi este reprezentantul tipic și original  al simbolismului münchenez (Bocklin) din România.  A expus la Tinerimea artistică și la Saloanele Oficiale.  
Afirmarea sa artistică s-a produs începând cu 1899. În 1904 a avut o expoziție personală în care a prezentat 120 de lucrări care au confirmat succesul său anterior. În urma acestei expoziții, a fost elogiat și comparat cu Franz von Stuck și Gustav Klimt. 
Fină cunoscătoare a Simbolismului german și a Jugendstil-ului, Principesa Maria a achiziționat lucrarea „Orientala”, expusă de Loghi la expoziția sa de debut, din 1 martie 1902. În anii următori, principesa a mai cumpărat cinci dintre tablourile artistului, trei portrete, o scenă religioasă și una rurală, cu care a decorat interioarele castelului Pelișor.
Lucrări ale artistului plastic Kimon Loghi se află în Muzeul Național de Artă al României, Muzeul de Artă din Constanța, Muzeul Național Cotroceni, Muzeul Național Peleș precum și în numeroase colecții particulare din România și din alte țări. În 2006, familia colecționarului și negustorului de artă Dumitrașcu Bedivan a donat Muzeului de Artă din Constanța șapte tablouri pictate de Kimon Loghi.
O mare parte din tablourile lui Kimon Loghi, originar din regiunea Macedonia Centrală, au fost cumpărate de greci care doreau, în felul acesta, să și-l asume ca artist național, iar din Grecia acestea au ajuns în muzee sau colecții particulare din America. Cert este că în prezent în multe surse Loghi apare citat ca pictor macedonean.

## Operă
Făcând parte din generația de artiști care a creat în epoca romantică a artei românești și universale, plasticianul a pictat în culori calde, vii, care oferă senzația de autentic și natural. Lucările sale sunt echilibrate din punct de vedere compozițional și abordează teme legate de natură: peisaje și naturi statice. "Un lucru demn de observat în picturile lui Kimon Loghi este faptul că personajele sunt o prezență sporadică, accentul fiind pus pe redarea naturii și a atmosferei".

## Opinii
Tudor Octavian a identificat trei fețe ale pictorului:
„Cu moștenirea artistică a lui Kimon Loghi putem separa, într-un singur om, trei artiști: un senior cu realizări excepționale, definitorii pentru europenismul românesc al anilor 1900–1920; un meșter onorabil, înclinat să flateze sensibilitatea contemporanilor cu o percepție artistică nedefinită; și un artizan, care a produs pentru bani sau dintr-o bizară lene a conștiinței tablouașe amintind vag de atribute ale măiestriei din tinerețe”.